# بيل وريل
بيل وريل (بالإنجليزية: Bill Worrell)‏ هو صحفي رياضي أمريكي، ولد في 1947 في هيوستن في الولايات المتحدة.